# Sclerophrys fuliginata
Espèce
Synonymes
- Bufo fuliginatus de Witte, 1932
- Amietophrynus fuliginatus (de Witte, 1932)
- Bufo funereus upembae Schmidt & Inger, 1959

Statut de conservation UICN

 LC  : Préoccupation mineure
Sclerophrys fuliginata est une espèce d'amphibiens d'Afrique appartenant à la famille des Bufonidae.

## Répartition
Cette espèce se rencontre jusqu'à 1 880 m d'altitude :
- dans le Nord de la Zambie ;
- dans le Sud de la République démocratique du Congo ;
- dans le Sud-Ouest de la Tanzanie.

## Publication originale
- de Witte, 1932 : Description d'un batracien nouveau du Katanga. Revue de Zoologie et de Botanique Africaines, vol. 22, p. 1.